# Kantongerecht Hilversum
Het kantongerecht Hilversum was van 1877 tot 2002 een van de kantongerechten in Nederland. Na het opheffen van het kantongerecht als zelfstandig gerecht in Nederland bleef Hilversum nog tot 2013 zittingplaats van de sector kanton van de rechtbank Amsterdam. Het gerecht kreeg een eigen gebouw in 1880 naar een ontwerp van J.F. Metzelaar. In 1967 kreeg het een nieuw gebouw aan de 's-Gravelandseweg 59 ontworpen door J.J.M. Vegter. Op 1 januari 2013 sloot het kantongerecht te Hilversum.

## Het kanton
Tijdens de Franse tijd, in 1811,  werden in de Noordelijke provincies van Nederland kantons ingevoerd. Hilversum werd daarbij niet genoemd als zetel, de gemeente maakte deel uit van het kanton Loosdrecht. Bij de invoering van de kantongerechten in Nederland, in 1838 werden de kantons Loosdrecht en Naarden samengevoegd tot een nieuw kanton Naarden waarvan Hilversum deel uitmaakte. Naarden was historisch ook de gerechtplaats in het Gooi, in Hilversum herinnert het Dievenpaadje daar nog aan. De Hilversumse onverlaten werden langs dat pad naar Naarden gebracht om daar hun gerechte straf te krijgen. 
In 1877 werden het aantal rechtbanken en kantongerechten fors ingekrompen. Dat had in de periode daaraan voorafgaand geleid tot honderden rekesten in Den Haag van gemeentebesturen die het belang van hun stad of dorp wilden benadrukken. Hilversum was ondertussen uitgegroeid tot de grootste plaats in het Gooi en wist in de Tweede Kamer met succes te bepleiten dat het Gooise kantongerecht in Hilversum zou moeten staan. Het kanton werd hierbij uitgebreid met het overgrote deel van het opgeheven kanton Weesp.